# Cyanopepla cinctipennis
Cyanopepla cinctipennis är en fjärilsart som beskrevs av Walker 1864. Cyanopepla cinctipennis ingår i släktet Cyanopepla och familjen björnspinnare. Inga underarter finns listade i Catalogue of Life.